# Zorion australe
Zorion australe är en skalbaggsart som beskrevs av Schnitzler 2005. Zorion australe ingår i släktet Zorion och familjen långhorningar. Inga underarter finns listade i Catalogue of Life.